# Monoszló (tájegység)
Monoszló (horvátul: Moslavina) Horvátország egyik történelmi tájegysége. Területe három megye között oszlik meg, magában foglalja Zágráb megye keleti (Nyugat-Monoszló), Sziszek-Monoszló megye északi (Közép-Monoszló) és Belovár-Bilogora megye déli (Észak-Monoszló) részét, lényegében a Monoszló-hegység környékét. Központjának a mintegy 22 ezer lakosú Kutenyát tekinthetjük. Más jelentősebb városai: Ivanicsvár, Csázma, Garešnica és Popovača. Monoszló nyugatról a Zágrábi, keletről a Szlavóniai kistérséggel határos. 

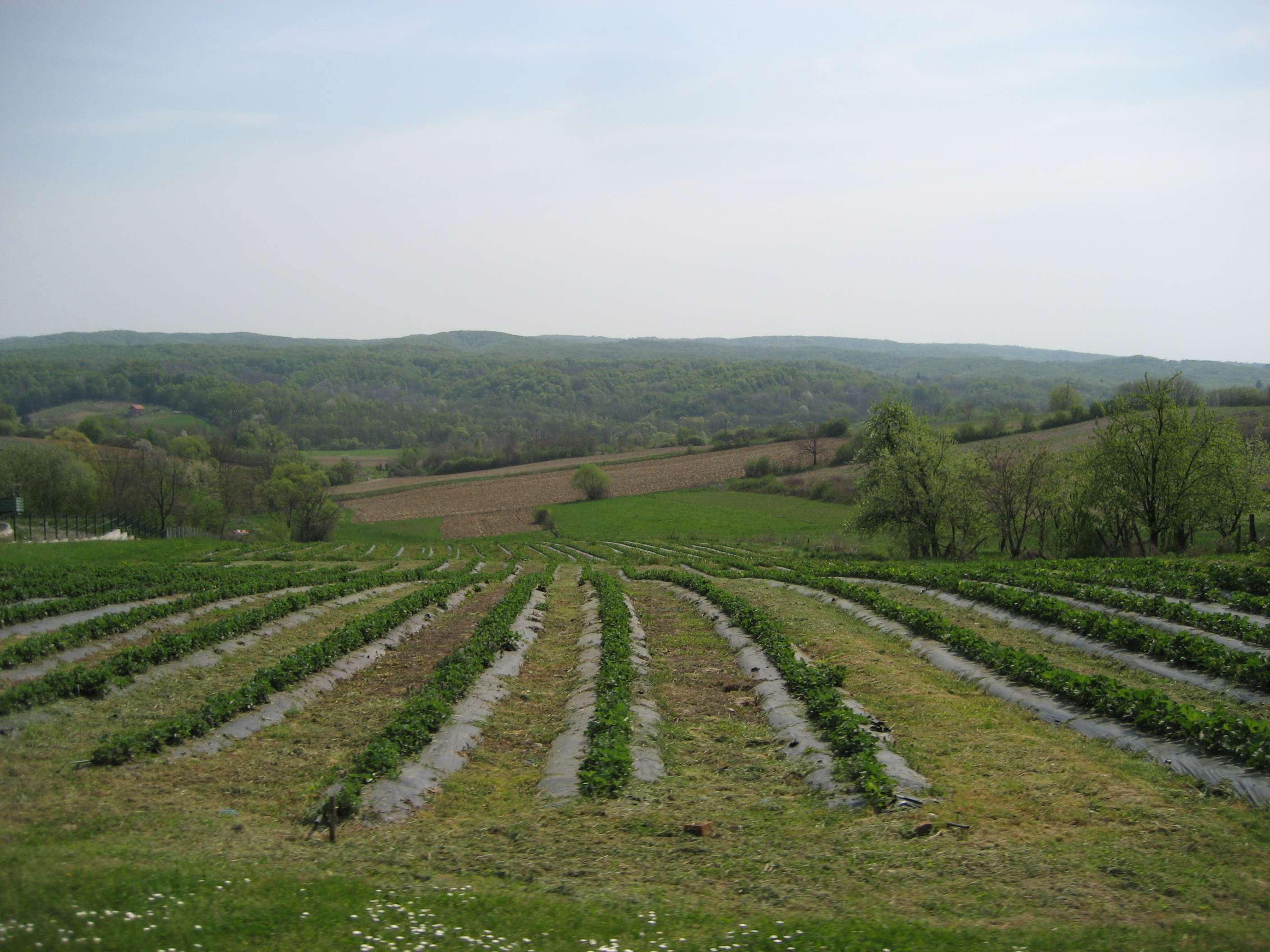
A Monoszlói-hegység Vrtlinskánál.

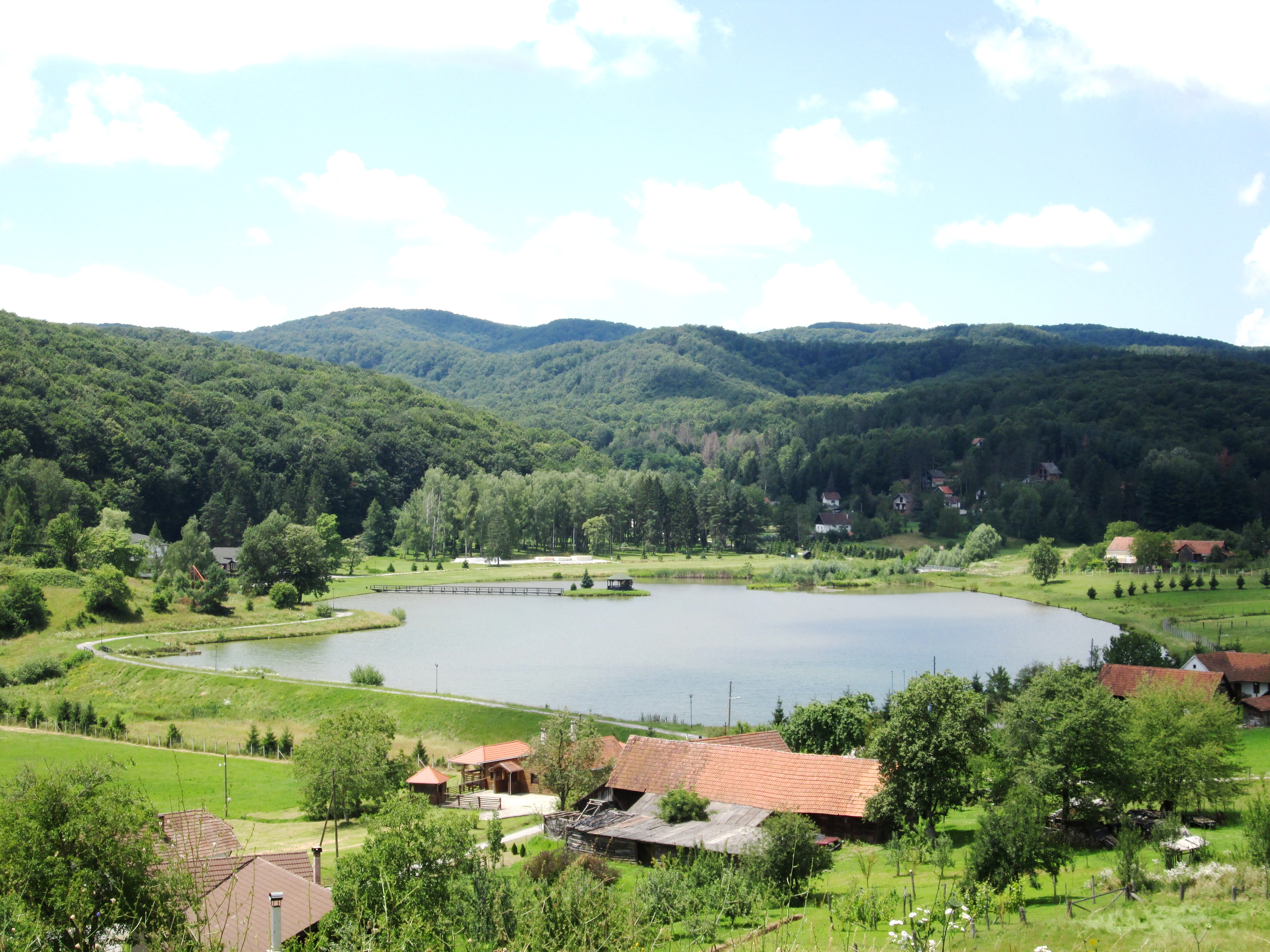
A Monoszlói-hegység Podgarićnál.

## Nevének eredete
Monoszló nevét a Monoszlói hegység nevéből, a sokáig használatos latin „Mons Claudius” lefordításából eredeztetik. A hegység neve azonban valószínűleg nem a császár nevéből , hanem a latin „caludere” szóból származik, ami lefordítva zártat jelent, így a hegység neve Elzárt hegységként (Zaprta gora) is értelmezhető. Az elnevezés abból a tényből származik, hogy a hegységet várakkal vették körbe. Ezt látszik erősíteni, hogy régen a hegységet több írásban is Elzárt hegységként említik. Példaként szolgál erre Márton glagolita papnak a török betörésből írt 1493-as műve, melyben az „Ekkor kifosztották a horvát és szlavón földeket, a Szávától a Dráváig és az Elzárt hegységig” mondat olvasható. A név a hegységről tevődhetett át a várra, majd a várról az ősi Monoszló nemzetségre. Egy másik magyarázat szerint a név a vidék legrégebbi uraiként megjelenő, az ősi horvát nemzetségek közé sorolható Belos család, Mojszláv nevű tagjának nevéből eredhet. Ugyanebben az időben, szintén feltűnik egy Monoszló (ma Podravska Moslavina) nevű település a Dráva mentén is, de ennek kapcsolata nem mutatható ki.

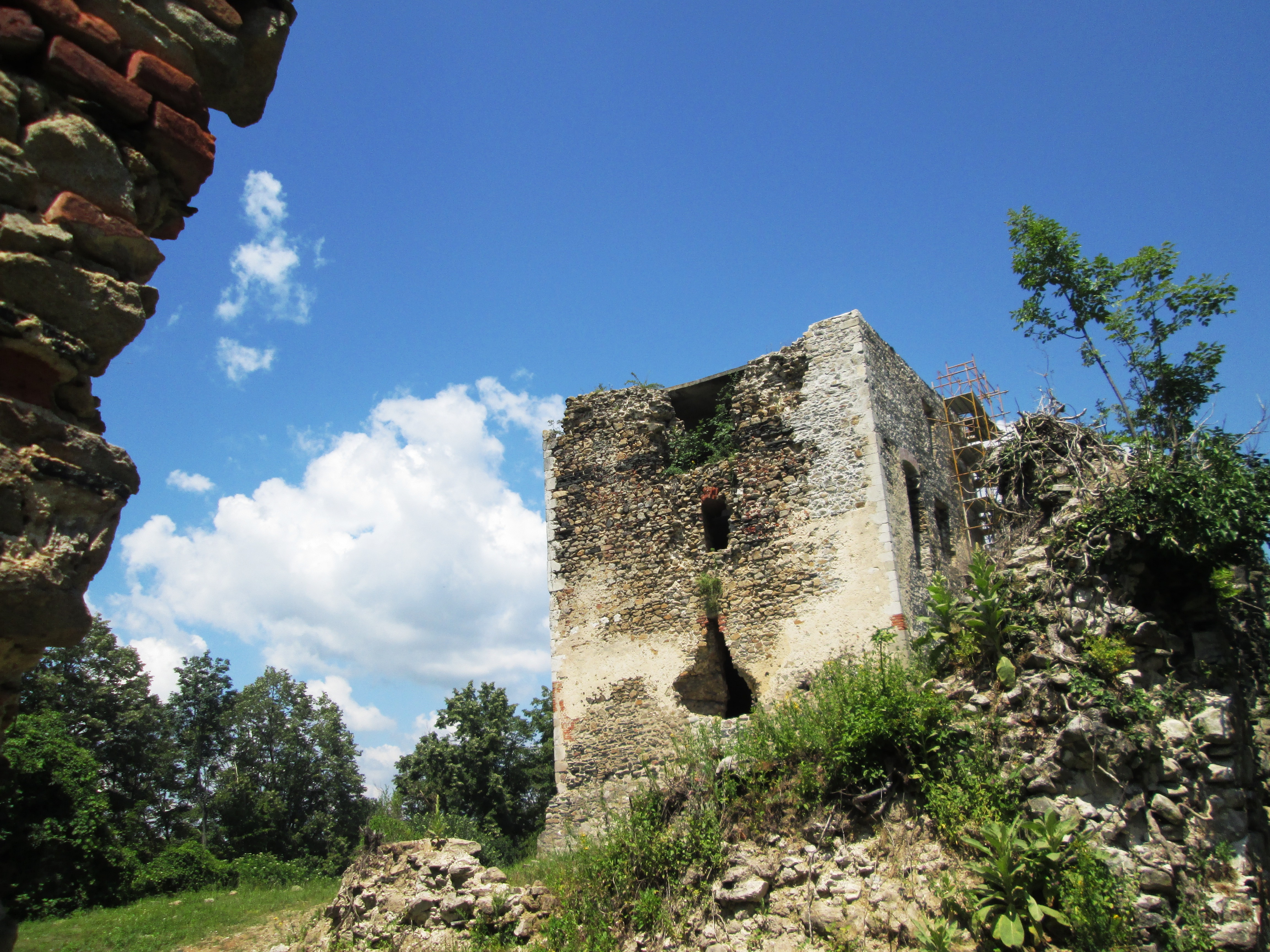
Garics várának romjai a Monoszlói-hegységben

## Története
Monoszló birtokának legrégebb ismert tulajdonosa a 12. században élt Makár (Makariás) ispán volt, aki még apja csatákban kivívott érdemeiért kapta a birtokot II. Béla magyar-horvát királytól. Az első monoszlói várat valószínűleg még ő, vagy valamely leszármazottja építtette. Makár egyik fia Tamás Valkó vármegye első ismert ispánja, míg másik fia szlavón bán volt. A vár a 13. század végéig lehetett az ő tulajdonukban.
Monoszló vidékének településhálózata az egész középkorban még nagyon sűrű volt. A vár jelentősége akkoriban megegyezett a közeli Csázma egyházi székhelyének kulturális jelentőségével, amellyel nagyon jó úthálózat is összekötötte. Hitéletére és kultúrájára jelentős hatást gyakorolt a Garics vára alatti pálos kolostor és a várallyai (ma Podgrađe) ferences kolostor is. Az uradalomnak a Monoszlói hegység lankáin hatalmas erdőségei, legelői és szőlői, alatta nagy kiterjedésű megművelt földjei voltak. Vizekben való bősége miatt fejlett volt a vadászat és a halászat, területén halastavakat is létesítettek. Gazdasági jelentőségéről tanúskodik, hogy birtokosai jelentős szerepet játszottak a Magyar-horvát királyság életében.
A terület a 14. század elején Babonić István szlavón báné volt. A 14. század végétől a 15. század végéig tulajdonosai a monoszlói Csuporok voltak. Csupor István Monoszlón kívül birtokolta még Szarvaskő várát és Várallyát is. Birtokai átterjedtek a Lonja, a Száva, de még északon Csázma folyón túlra is. Fia Péter, Körös és Verőce vármegyék ispánja volt. Az ő egyik fia Demeter, zágrábi püspök volt, aki felépítette a várallyai ferences kolostort a Szűz Mária templommal. A család 1492-ben vele halt ki, birtokai a királyra szálltak. II. Ulászló király adományából Erdődy Bakócz Tamás kapott itt jelentős birtokokat, aki az ország akkori legnagyobb egyházi személyisége volt. A török veszély közeledtével a lakosság nagy része menekülni kényszerült a nagyobb városokba, majd 1543 után a török hódítás előrehaladtával a térség fokozatosan kiürült, a népesség helyét a katonaság vette át.
Erdődy II. Péter 1545-ben harc nélkül adta fel Monoszló várát, mely az egész térség török megszállásával járt. Erdődy a megmaradt lakosságot nyugat-magyarországi birtokaira, főként Monyorókerék környékére költöztette át, de jelentős népesség vándorolt ki Pozsony vidékére is. A vidék elnéptelenedett, a falvak elpusztultak, a várakat és a kolostorokat lerombolták, illetve török őrséggel látták el. Az 1552-ben elesett Csázma török szandzsák székhelye lett. 1591-ben Erdődy II. Tamás ugyan felszabadította a család ősi székhelyét Monoszló várát, de rögtön azután lerombolását rendelte el.

## Gazdaság
Monoszló területén ma jelentős kőolaj és földgáz lelőhelyek vannak, egy része a Lónyamező természetvédelmi területhez tartozik. Kutina jelentős ipari központjai az INA Petrokemija mintegy 3500 alkalmazottal és a SELK elektronikai gyár mintegy 1500 alkalmazottal. Garešnicán található a FINAG téglagyár és a Modea Nova fehérneműgyár. Fejlett a szőlő- és gyümölcstermesztés, a mezőgazdaság. Itt halad át az A3-as autópálya és az Európát a Közel-Kelettel összekötő vasúti fővonal. Voloderben található a Televizija Moslavina, az ország egyik legnagyobb regionális televíziójának központja.

## Lakosság
A Monoszló tájegységben ma közel százezer ember él, ezzel ez az ország egyik legsűrűbben lakott régiója. Nemzetiségi összetétele több mint 90% horvát, a maradék közel 10% pedig szerb, cseh, magyar, ruszin és roma nemzetiségű.

## Külső hivatkozások
- A Moslavina múzeum honlapja
- Monoszlói fényképek
- Moslavina turisztikai irodájának honlapja
- A KUD Moslavina kulturális és művelődési egyesület honlapja
- Moslavina-info